# Claudio Grassi
Claudio Grassi (* 25. Juli 1985 in Carrara) ist ein ehemaliger italienischer Tennisspieler.

## Karriere
Claudio Grassi spielte in seiner Karriere ausschließlich auf der ATP Challenger Tour und der ITF Future Tour.
Er konnte 8 Einzel- und 48 Doppeltitel auf der ITF Future Tour feiern. Auf der ATP Challenger Tour konnte er sich seltener durchsetzen und gewann dort in Astana und Casablanca mit Riccardo Ghedin zwei Titel im Doppel. Zum 9. Juli 2012 durchbrach er die Top 200 der Weltrangliste im Doppel, seine höchste Platzierung erreichte er im Juli 2014 mit Rang 126. Im Einzel stand er im August 2011 mit Platz 300 am höchsten in der Weltrangliste. 2015 spielte er letztmals Profiturniere.

## Erfolge
| Legende (Anzahl der Siege)  |
| Grand Slam                  |
| ATP World Tour Finals       |
| ATP World Tour Masters 1000 |
| ATP World Tour 500          |
| ATP World Tour 250          |
| ATP Challenger Tour (2)     |

### Doppel

#### Turniersiege
| Nr. | Datum            | Turnier    | Belag     | Partner         | Finalgegner                        | Ergebnis         |
| --- | ---------------- | ---------- | --------- | --------------- | ---------------------------------- | ---------------- |
| 1.  | 27. Juli 2013    | Astana     | Hartplatz | Riccardo Ghedin | Andrei Golubew Michail Kukuschkin  | 3:6, 6:3, [10:8] |
| 2.  | 1. November 2013 | Casablanca | Sand      | Riccardo Ghedin | Gero Kretschmer Alexander Satschko | 6:4, 6:4         |